# Ibn al-Saffar
Abu al‐Qasim Ahmad ibn Abd Allah ibn Umar al‐Ghafiqī ibn al-Saffar al‐Andalusi (né à Cordoue, décédé en 1035 à Dénia), également connu sous le nom d'Ibn al-Saffar, était un astronome du califat de Cordoue. Il a travaillé dans l'école fondée par son collègue al-Mayriti à Cordoue. Son œuvre la plus connue était un traité sur l'astrolabe, un texte qui était en usage actif jusqu'au XVe siècle et qui a influencé le travail de Kepler. Il a également écrit un commentaire sur le Zij al-Sindhind et mesuré les coordonnées de la Mecque. 
Ibn al-Saffar a plus tard influencé les œuvres d'Abu al-Salt. 
Paul Kunitzsch a soutenu qu'un traité latin sur l'astrolabe longtemps attribué à Masha'allah, et utilisé par Chaucer pour écrire un traité sur l'astrolabe, est en fait écrit par Ibn al-Saffar,. 
L'exoplanète Saffar, également connue sous le nom d'Upsilon Andromedae b, est nommée en son honneur. 